# Marten de Roon
Marten de Roon, né le 29 mars 1991 à Zwijndrecht aux Pays-Bas, est un footballeur international néerlandais. Il évolue au poste de milieu de terrain à l'Atalanta Bergame.

## Biographie

### Carrière en club
Marten de Roon rejoint le club anglais de Middlesbrough FC durant l'été 2016. Lors de la saison 2016-2017, il inscrit quatre buts en Premier League avec cette équipe.
Avec le club italien de l'Atalanta Bergame, il atteint les seizièmes de finale de la Ligue Europa en 2018, en étant battu par le club allemand du Borussia Dortmund. Il participe ensuite à la phase de groupe de la Ligue des champions lors de la saison 2019-2020.
Le 15 mai 2019, il est titularisé lors de la finale de la Coupe d'Italie perdue face à la Lazio (défaite 2-0 au Stadio Olimpico de Rome).

### Carrière en équipe nationale
Il reçoit sa première sélection en équipe des Pays-Bas le 13 novembre 2016, contre le Luxembourg. Ce match gagné 1-3 rentre dans le cadre des éliminatoires du mondial 2018. Marten de Roon entre en toute fin de rencontre, en remplacement de son coéquipier Bart Ramselaar. Le 4 juin 2018, il se voit titularisé pour la toute première fois, lors d'une rencontre amicale face à l'Italie, match où les deux équipes se neutralisent (1-1).
Le 19 novembre 2018, il délivre sa première passe décisive avec les Pays-Bas, lors d'une rencontre de Ligue des nations de l'UEFA face à l'Allemagne (score : 2-2). Il dispute ensuite la demi-finale de la Ligue des nations remportée après prolongation face à l'Angleterre, puis la finale perdue face au Portugal.
Le 11 novembre 2022, il est sélectionné par Louis van Gaal pour participer à la Coupe du monde 2022.

## Palmarès

### En club
- Sparta Rotterdam
  - D2 Néerlandaise
    - Vice-champion : 2012
- Atalanta Bergame
  - Coupe d'Italie
    - Finaliste : 2019, 2021 et 2024

  - Ligue Europa
    - Vainqueur : 2024

### En séléction
- Pays-Bas
  - Ligue des nations
    - Finaliste : 2019
    - Quatrième : 2023

## Statistiques
| Saison                | Club                  | Championnat           | Championnat | Championnat | Coupe(s) nationale(s) | Coupe(s) nationale(s) | Supercoupe | Supercoupe | Compétition(s) continentale(s) | Compétition(s) continentale(s) | Compétition(s) continentale(s) | Supercoupe d’Europe | Supercoupe d’Europe | Total | Total |
| Saison                | Club                  | Division              | M.          | B.          | M.                    | B.                    | M.         | B.         | Comp.                          | M.                             | B.                             | M.                  | B.                  | M.    | B.    |
| 2009-2010             | Sparta Rotterdam      | Eredivisie            | 3           | 0           | 0                     | 0                     | -          | -          | -                              | -                              | -                              | -                   | -                   | 3     | 0     |
| 2010-2011             | Sparta Rotterdam      | Eerste divisie        | 27          | 0           | 0                     | 0                     | -          | -          | -                              | -                              | -                              | -                   | -                   | 27    | 0     |
| 2011-2012             | Sparta Rotterdam      | Eerste divisie        | 28          | 2           | 3                     | 0                     | -          | -          | -                              | -                              | -                              | -                   | -                   | 31    | 2     |
| Sous-total            | Sous-total            | Sous-total            | 58          | 2           | 3                     | 0                     | -          | -          | -                              | -                              | -                              | -                   | -                   | 61    | 2     |
| 2012-2013             | SC Heerenveen         | Eredivisie            | 24          | 1           | 4                     | 0                     | -          | -          | C3                             | 4                              | 1                              | -                   | -                   | 32    | 2     |
| 2013-2014             | SC Heerenveen         | Eredivisie            | 31          | 3           | 4                     | 0                     | -          | -          | -                              | -                              | -                              | -                   | -                   | 35    | 3     |
| 2014-2015             | SC Heerenveen         | Eredivisie            | 32          | 1           | 5                     | 0                     | -          | -          | -                              | -                              | -                              | -                   | -                   | 37    | 1     |
| Sous-total            | Sous-total            | Sous-total            | 87          | 5           | 13                    | 0                     | -          | -          | -                              | 4                              | 1                              | -                   | -                   | 104   | 6     |
| 2015-2016             | Atalanta Bergame      | Serie A               | 36          | 1           | 1                     | 1                     | -          | -          | -                              | -                              | -                              | -                   | -                   | 37    | 2     |
| 2016-2017             | Middlesbrough FC      | Premier League        | 33          | 4           | 2                     | 1                     | -          | -          | -                              | -                              | -                              | -                   | -                   | 35    | 5     |
| 2017-2018             | Middlesbrough FC      | Championship          | 1           | 0           | -                     | -                     | -          | -          | -                              | -                              | -                              | -                   | -                   | 1     | 0     |
| Sous-total            | Sous-total            | Sous-total            | 34          | 1           | 2                     | 1                     | -          | -          | -                              | -                              | -                              | -                   | -                   | 36    | 2     |
| 2017-2018             | Atalanta Bergame      | Serie A               | 34          | 3           | 4                     | 0                     | -          | -          | C3                             | 8                              | 0                              | -                   | -                   | 46    | 3     |
| 2018-2019             | Atalanta Bergame      | Serie A               | 35          | 2           | 4                     | 1                     | -          | -          | C3                             | 5                              | 0                              | -                   | -                   | 44    | 3     |
| 2019-2020             | Atalanta Bergame      | Serie A               | 35          | 2           | 1                     | 0                     | -          | -          | C1                             | 9                              | 0                              | -                   | -                   | 45    | 2     |
| 2020-2021             | Atalanta Bergame      | Serie A               | 35          | 1           | 5                     | 0                     | -          | -          | C1                             | 6                              | 0                              | -                   | -                   | 46    | 1     |
| 2021-2022             | Atalanta Bergame      | Serie A               | 30          | 3           | 2                     | 0                     | -          | -          | C1+C3                          | 6+6                            | 0                              | -                   | -                   | 44    | 3     |
| 2022-2023             | Atalanta Bergame      | Serie A               | 35          | 3           | 2                     | 0                     | -          | -          | -                              | -                              | -                              | -                   | -                   | 37    | 3     |
| 2023-2024             | Atalanta Bergame      | Serie A               | 31          | 0           | 4                     | 0                     | -          | -          | C3                             | 11                             | 0                              | -                   | -                   | 46    | 0     |
| 2024-2025             | Atalanta Bergame      | Serie A               | 36          | 4           | 2                     | 0                     | 1          | 0          | C1                             | 10                             | 0                              | 1                   | 0                   | 50    | 4     |
| Sous-total            | Sous-total            | Sous-total            | 271         | 18          | 24                    | 1                     | 1          | 0          | -                              | 61                             | 0                              | 1                   | 0                   | 358   | 19    |
| Total sur la carrière | Total sur la carrière | Total sur la carrière | 384         | 30          | 36                    | 1                     | 1          | 0          | -                              | 65                             | 1                              | 1                   | 0                   | 487   | 32    |